# Josef Schweighofer (Politiker)
Josef Schweighofer (* 4. Oktober 1910 in Linz; † 29. Dezember 2010 ebenda) war ein österreichischer Politiker (SPÖ) und ÖBB-Bediensteter.

## Ausbildung und Beruf
Schweighofer absolvierte bis 1924 seine Schulausbildung an der Volks- und Bürgerschule und schlug danach eine kaufmännische
Laufbahn ein. Nachdem er auf Grund der Wirtschaftskrise einige Jahre arbeitslos gewesen war, ab 1939 im Dienst der Bahn, wobei er 1939 in die Dienste der Deutschen Reichsbahn eintrat und elf Jahre lang als Fahrdienstleiter bzw. Vorstand bei verschiedenen Bahnhöfen in Oberösterreich und Salzburg beschäftigt war. Er engagierte sich des Weiteren in der Gewerkschaft und war zwischen 1945 und 1951 als Ortsgruppenobmann der Gewerkschaft der Eisenbahner aktiv. Er war danach von 1951 bis 1958 Personalvertreter in der ÖBB-Direktion in Linz und von 1959 bis 1969 als Direktionssekretär der Gewerkschaft der Eisenbahner für den Bereich der Bundesbahndirektion Linz beschäftigt. Zwischen 1964 und 1969 war er zudem zweiter Vorsitzender-Stellvertreter der Eisenbahner Österreichs.

## Politik und Funktionen
Schweighofer bekam über die Kinderfreunde und die Sozialistische Jugend in Kontakt mit der Sozialdemokratischen Partei, der er 1930 beitrat. Neben seiner beruflichen Tätigkeit für die Gewerkschaft der Eisenbahner war Schweighofer  vom 16. November 1954 bis zum 17. März 1970 Kammerrat in der Kammer für Arbeiter und Angestellte für Oberösterreich. Dort wirkte er von 1959 bis 1970 auch als Vizepräsident. er vertrat die Sozialdemokratische Partei Oberösterreichs zudem im Gemeinderat von Schwarzach im Pongau, war zwischen dem 17. November 1967 und dem 15. November 1973 Abgeordneter zum Landtag und vom 28. Juli 1969 bis zum 15. November 1973 dessen Erster Präsident. 1973 verabschiedete er sich in die Pension.

## Auszeichnungen
- Großes Goldenes Ehrenzeichen mit dem Stern für Verdienste um die Republik Österreich (1975)
- Viktor-Adler-Plakette der SPÖ